# اريك كوري فريد
اريك كوري فريد (بالإنجليزية: Eric Corey Freed)‏ هو مهندس معماري أمريكي، ولد في 7 أغسطس 1970 في فيلادلفيا في الولايات المتحدة.